# Hilda Lassen
Hidegard Caroline Lassen, mais conhecida como Hilda Lassen é uma ex-voleibolista brasileira que conquistou pela Seleção Brasileira Feminina de Voleibol a medalha de ouro nos Jogos Pan-Americanos de 1959 e representou o Brasil individualmente no atletismo em Campeonato Sul-Americano.

## Carreira
Filha de alemães e nascida em 25 setembro de 1928 em São Paulo, iniciara suas atividades no voleibol ainda adolescente no Esporte Clube Pinheiros, também era praticante de outras modalidades como natação e se destacava no atletismo, tanto que nem tinha 19 anos completos e conquistou a medalha de bronze no salto em altura no Campeonato Sul-Americano de Atletismo de 1949 em Lima, Peru. Em 1951 estreou no Fluminense no Troféu Mário Márcio Cunha. Em Jogos Pan-Americanos, além do bronze em 1955 na Cidade do México. Conquistou a medalha de ouro em 1959 em Chicago numa campanha invicta, após ficar 3 anos fora da seleção por está trabalhando na embaixada norte-americana no Rio de Janeiro, fato curioso foi que ela estranhou os métodos militares do técnico Sami Mchlinsky que assumiu interinamente a seleção feminina devido a problemas pessoas do técnico Adolfo Guilherme. No Campeonato Mundial de 1960 atuou como intérprete.
No Pan de 2007 no trajeto da tocha pan-americana pelo Rio esteve juntamente com Nalbert no evento.